# Tribunal Constitucional d'Andorra
El Tribunal Constitucional d'Andorra és un òrgan jurisdiccional que, d'acord amb la Constitució d'Andorra (Títol VIII) és l'intèrpret suprem de la Constitució (article 95.1). Disposa d'autonomia reglamentària (article 95.2), sotmesa a la Constitució i a la Llei del Tribunal Constitucional.
És integrat per quatre magistrats, amb un mandat de vuit anys, no renovable per períodes consecutius. Aquests magistrats són designats, entre persones de reconeguda experiència jurídica o institucional, pels Coprínceps (1 magistrat cadascú) i pel Consell General (2 magistrats). La renovació dels magistrats es fa per parts. Actualment, el Tribunal està compost pel Sr. Isidre Molas i Batllori, (president), pel Sr. Dominique Rousseau (vicepresident), per la Sra. Laurence Burgorgue-Larsen, i, des del mes de desembre del 2017, pel Sr. Josep Delfí Guàrdia i Canela.
Les decisions del Tribunal Constitucional s'adopten per majoria de vots i, en cas d'empat, té vot de qualitat el ponent (designat per sorteig en cada causa).